# Phragmatobia parvula
Phragmatobia parvula är en fjärilsart som beskrevs av Felder 1874. Phragmatobia parvula ingår i släktet Phragmatobia och familjen björnspinnare. Inga underarter finns listade i Catalogue of Life.